# Sonate pour violoncelle et piano (Dohnányi)
Pour les articles homonymes, voir Sonate pour violoncelle et piano.
La Sonate pour violoncelle et piano en si bémol mineur opus 8 est une composition de musique de chambre d'Ernst von Dohnányi. Composée en 1899 et dédiée au violoncelliste Ludwig Lebell, elle est créée le 10 novembre 1899 à Londres par le dédicataire et le compositeur au piano.

## Présentation
La Sonate pour violoncelle et piano d'Ernő Dohnányi est composée en 1899 et créée à Londres le 10 novembre de la même année par le compositeur au piano et Ludwig Lebell au violoncelle, dédicataire de la partition.
Sa tonalité générale est si bémol mineur.

## Structure
L'œuvre, « importante » pour Donald Tovey, aux « évidentes et durables qualités » pour Pierre-Émile Barbier, est en quatre mouvements :
1. Allegro ma non troppo ;
2. Vivace assai ;
3. Adagio non troppo ;
4. Finale : tema con variazioni, Allegro moderato.

## Analyse
La Sonate pour violoncelle et piano, en partie influencée par Brahms et Schumann, est très vive. Elle est décrite comme « riche en contrastes » et d'une expression particulièrement dense.
Le premier mouvement de l'œuvre s'ouvre sur « un thème à l'unisson, qui sera développé, puis réexposé lors de la coda ». Dans l'ensemble, le mouvement est qualifié de « majestueux » par Tovey et constitué de thèmes « capables de supporter le traitement brahmsien que Dohnányi leur applique ».
Le deuxième mouvement, introduit par un « interlude virtuose et élégant entre les deux instruments », est un scherzo, vivace assai, en sol mineur, avec un trio calme et raffiné en mi bémol majeur,.
Le troisième mouvement est un adagio lyrique constitué de quarante-six mesures, qui rappelle dans l'esprit l'Adagio et Allegro op. 70 de Robert Schumann.
Le finale s'enchaîne sans interruption au troisième mouvement. Ce dernier mouvement est un thème avec variations, dont le thème est emprunté au premier mouvement. Suivent neuf variations, les 2, 5 et 6 se basant sur des éléments thématiques empruntés à l'Allegro initial, la 7 sur le thème initial du scherzo et la 8 évoquant le thème de l'Adagio, notamment, constituant ainsi « une sorte de résumé en une forme cyclique [de] l'ensemble du matériel thématique de l'œuvre, tout en renouvelant son contexte harmonique et ses jeux rythmiques ».
La Sonate, d'une durée moyenne d'exécution de vingt-quatre minutes environ, porte le numéro d'opus 8 dans le catalogue des œuvres de Dohnányi.